# Крутиков, Алексей Николаевич
Алексей Николаевич Крутиков (20 июля (1 августа) 1895 года, Кинешма, Костромская губерния — 23 апреля 1949, Москва) — советский военачальник, участник Великой Отечественной войны. Командующий 7-й армией (1943—1944), начальник Управления высших учебных заведений МО СССР (1946—1949). Генерал-лейтенант (1943).

## Биография
Алексей Николаевич Крутиков родился 20 июля (1 августа) 1895 года в городе Кинешма (ныне Ивановской области). Из многодетной (7 детей) семьи потомственного священника, получившего за многолетнее служение сан протоиерея. Детство прошло в селе Владычня Кинешемского уезда, где его отец служил в Богоявленской церкви (ныне село не существует, вошло в черту города Заволжска). Окончил Богоявленское земское училище в 1906 году, Кинешемское духовное училище в 1909 году, после чего учился в Костромской духовной семинарии (с началом войны завершил учёбу, сдав экстерном экзамен за полный курс).

## Первая мировая война
В 1914 году был призван на военную службу в Русскую императорскую армию. Окончил Алексеевское военное училище (ускоренный курс). В Первую мировую войну воевал в рядах 174-го пехотного Роменского полка на Юго-Западном фронте. Произведён за отличия в подпоручики и в поручики.
Вернулся с фронта в родные края ещё осенью 1917 года, в том же году женился на Елизавете Павлиновне Халезовой (также дочери священнослужителя, её отец тогда был диаконом). У А. Н. и Е. П. Крутиковых было 4 детей (три дочери и сын).

## Гражданская война и межвоенный период
В Красную Армию вступил в сентябре 1918 года. Член ВКП(б) с 1919 года. Проходил службу в стрелковых частях в должностях начальника конной разведки стрелкового полка, командира стрелковой роты, командира батальона в 6-й армии Северного фронта, затем стал начальником штаба полка. Участвовал в Гражданской войне на Северном и Западном фронтах. Окончил Курсы полковых командиров при Высшей стрелковой школе комсостава РККА «Выстрел» в 1920 году.
С марта 1923 года — инструктор Всеобуча. С октября 1923 года — начальник разведки полка и командир роты, с января 1924 — помощник командира батальона, с марта 1926 — командир батальона.
С ноября 1926 года проходил службу в пограничных войсках ОГПУ исполняющим должность завхоза Сестрорецкого пограничного отряда, с 1 января 1927 — помощник начальника пограничного отряда. С 1 октября 1928 года — помощник начальника 7-го пограничного отряда. Окончил Военную академию РККА имени М. В. Фрунзе в 1931 году.
С марта 1931 — начальник штаба 14-й стрелковой дивизии. Окончил военно-исторический факультет Военной академии РККА имени М. В. Фрунзе в 1936 году и Академию Генерального штаба РККА в 1938 году, где учился на ставшем позднее знаменитым «маршальском курсе» (на нём учились 4 будущих Маршалов Советского Союза, 6 генералов армии, 8 генерал-полковников, 1 адмирал). С февраля 1938 года служил в Академии Генерального штаба РККА начальником учебного отдела, в августе 1940 года стал старшим преподавателем. Тогда же написал научную работу о событиях войны с Польшей в 1920 году.
С ноября 1940 года — начальник штаба 7-й армии Ленинградского военного округа.

## Великая Отечественная война

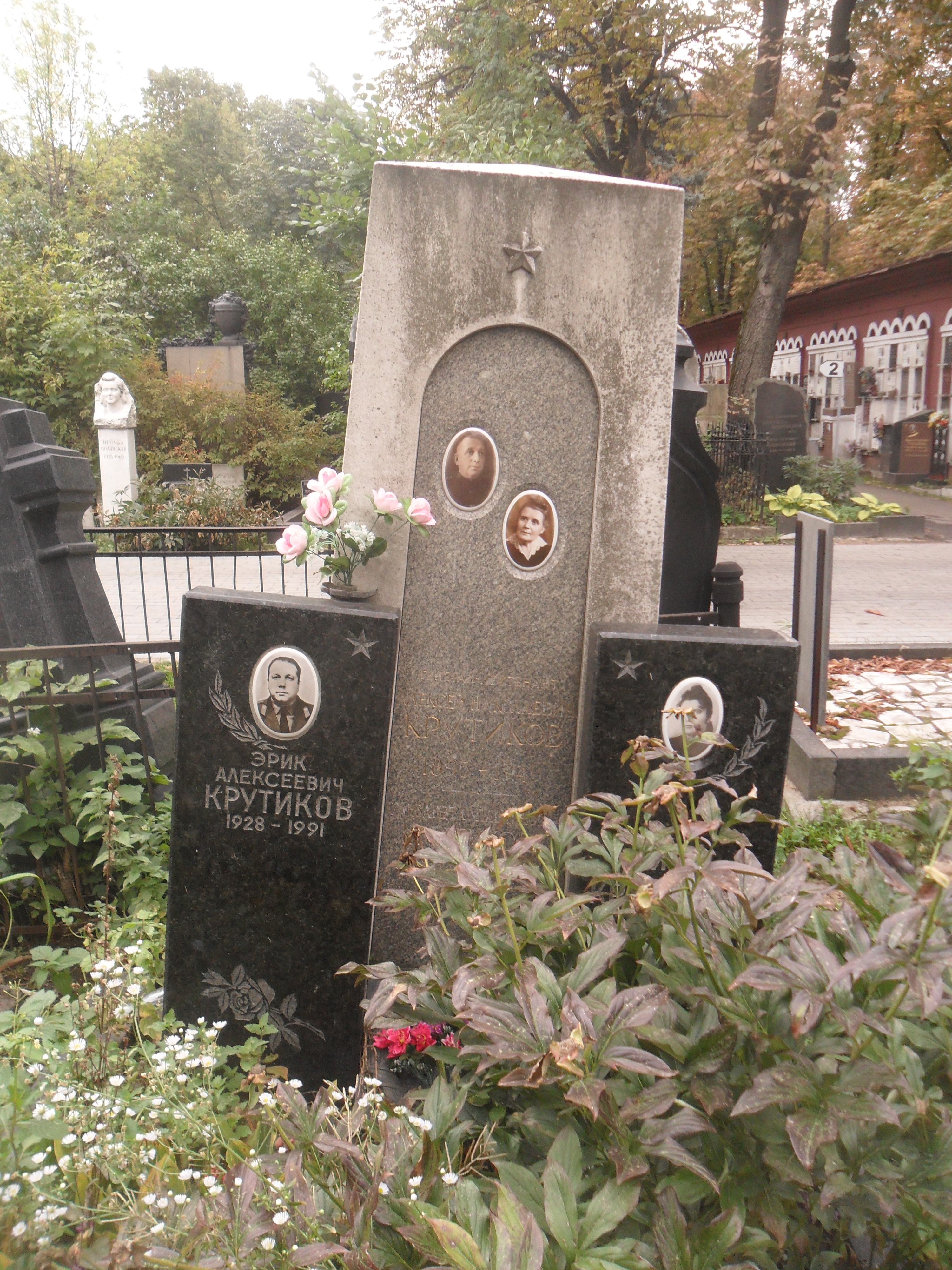
Могила А. Н. Крутикова на Новодевичьем кладбище Москвы.

Первые полтора года Великой Отечественной войны (июнь 1941 — январь 1943) провёл на той же должности начальника штаба 7-й армии в составе Северного, Ленинградского, Карельского фронтов. Армия воевала против финских войск, участвуя в 1941 году в стратегической оборонительной операции в Заполярье и Карелии, затем удерживала фронт между Ладожским и Онежским озёрами, проводя время от времени частные наступательные операции.

«Алексей Николаевич Крутиков выдвинулся в ряды видных военачальников, служа в Ленинградском военном округе. В тех же местах он принял дважды боевое крещение и во время Великой Отечественной довольно долго являлся начальником штаба 7-й армии. На этой должности Крутиков проявил себя с очень хорошей стороны. Когда встал вопрос о том, кто будет руководить 7-й армией в период Свирско-Петрозаводской операции, выбор пал на него. Фактически он как бы прошёл здесь в боевых условиях стажировку в качестве командарма и доказал на деле, что ему по плечу не только штабные, но и крупные командные должности. Естественным было поэтому дальнейшее продвижение его по службе»— Маршал Советского Союза К. А. Мерецков
.
С 23 января 1943 по 27 августа 1944 года — командующий 7-й армией Карельского фронта. Умело руководил её действиями в Свирско-Петрозаводской наступательной операции, где войска армии форсировали реку Свирь, прорвали долговременную финскую оборону и полностью очистили от финских войск всю территорию между Ладожским и Онежским озёрами, а затем вышли на границу с Финляндией. В сентябре—ноябре 1944 года — начальник штаба Карельского фронта. На этом посту руководил разработкой и осуществлением преследованием противника на кандалакшском и кестеньгском направлениях и Петсамо-Киркенесской операции.
После завершения военных действия в Заполярье управление Карельского фронта было переброшено на Дальний Восток. Там в апреле 1945 года Крутиков был назначен начальником штаба Приморской группы войск. С начала августа 1945 года — начальник штаба 1-го Дальневосточного фронта. Участвовал в советско-японской войне в августе 1945 года, когда войска фронта успешно провели Харбино-Гиринскую наступательную операцию.

## Послевоенная служба
С октября 1945 года — начальник штаба Приморского военного округа. С 1946 — начальник Управления высших учебных заведений Наркомата (Министерства) Вооружённых сил СССР. Был дружен с Маршалом Советского Союза Кириллом Афанасьевичем Мерецковым.
Умер 23 апреля 1949 года. Похоронен на Новодевичьем кладбище в Москве.

## Воинские звания
- Полковник (28.11.1935);
- Комбриг (17.05.1939);
- Генерал-майор (04.06.1940);
- Генерал-лейтенант (28.04.1943).

## Награды
- 2 ордена Ленина (в том числе 21.02.1945)
- 3 ордена Красного Знамени (22.02.1943, 03.11.1944, 1948)
- 2 ордена Суворова 1-й степени (12.07.1944, 08.09.1945)
- Орден Богдана Хмельницкого 1-й степени (02.11.1944)
- Орден Красной Звезды (22.02.1941)
- Медали[5]

награды иностранных государств
- Орден Государственного флага I степени (КНДР, 23.12.1948)
- Орден Юнь-Гуй (Китай)
- Медаль «За освобождение Кореи»[6]

## Письмо Сталину
В 1943 году командующий 7-й армией генерал-майор Алексей Николаевич Крутиков обратился к Сталину с письмом о деятельности особого отдела армии. Генерал Крутиков от имени военного совета армии доложил Верховному главнокомандующему, что особисты фальсифицируют дела и отправляют на смерть невинных людей, объявляя их немецкими шпионами.

«Общей чертой большинства шпионских дел является полное отсутствие объективных доказательств. Все обвинения в шпионско-диверсионной работе были построены на признании самих подсудимых».— Командующий 7-й армией А. Н. Крутиков
Проверить письмо командарма Сталин поручил начальнику Главного политического управления РККА А. С. Щербакову. Тот, взяв с собой Абакумова, выехал в штаб 7-й армии. 22 мая 1943 года Щербаков доложил вождю итоги проверки. Слова генерала Крутикова подтвердились: чекисты фальсифицировали дела.

## Память
- Мемориальная доска в честь А. Н. Крутикова установлена в городе Заволжск на здании Заволжской городской библиотеки (2021)[8].